# San Francisco (Lempira)
San Francisco é uma cidade hondurenha do departamento de Lempira.